# Vanuatu nos Jogos Olímpicos de Verão de 2020
Vanuatu competiu nos Jogos Olímpicos de Verão de 2020 em Tóquio. Originalmente programados para ocorrerem de 24 de julho a 9 de agosto de 2020, os Jogos foram adiados para 23 de julho a 8 de agosto de 2021, por causa da pandemia COVID-19. Foi a nona participação consecutiva da nação nas Olimpíadas.

## Competidores
Abaixo está a lista do número de competidores nos Jogos.
| Esporte       | Masculino | Feminino | Total |
| ------------- | --------- | -------- | ----- |
| Judô          | 1         | 0        | 1     |
| Remo          | 1         | 0        | 1     |
| Tênis de mesa | 1         | 0        | 1     |
| Total         | 3         | 0        | 3     |

## Judô
Vanuatu inscreveu um judoca para os Jogos baseado no ranking olímpico individual da International Judo Federation.
Masculino
| Hugo Cumbo | −81 kg | Bye | UZB Boltaboev D00–10 | Não avançou | Não avançou | Não avançou | Não avançou | Não avançou | Não avançou | Não avançou |

## Remo
Vanuatu inscreveu um barco no skiff simples para os Jogos, após receber uma vaga pela Comissão Tripartite. 
| Atleta     | Evento                  | Eliminatórias | Eliminatórias | Repescagem | Repescagem | Quartas-de-final | Quartas-de-final | Semifinais | Semifinais | Final   | Final   |
| Atleta     | Evento                  | Tempo         | Posição       | Tempo      | Posição    | Tempo            | Posição          | Tempo      | Posição    | Tempo   | Posição |
| ---------- | ----------------------- | ------------- | ------------- | ---------- | ---------- | ---------------- | ---------------- | ---------- | ---------- | ------- | ------- |
| Rillio Rii | Skiff simples masculino | 8:00.98       | 6ª R          | 8:17.00    | 3ª SE/F    | Bye              | Bye              | 8:19.99    | 3ª FF      | 7:49.82 | 30ª     |

Legenda de Qualificação: FA=Final A (medalha); FB=Final B; FC=Final C; FD=Final D; FE=Final E; FF=Final F; SA/B=Semifinais A/B; SC/D=Semifinais C/D; SE/F=Semifinais E/F; QF=Quartas-de-final; R=Repescagem

## Tênis de mesa
Vanuatu inscreveu um atleta para a competição de tênis de mesa nos Jogos. Yoshua Shing recebeu um convite para competir, baseado no ranking, após o cancelamento do Torneio de Qualificação Olímpica da Oceania.
| Atleta       | Evento               | Preliminar           | Rodada 1             | Rodada 2             | Rodada 3             | Oitavas              | Quartas              | Semifinal            | Final                | Final       |
| Atleta       | Evento               | Adversário resultado | Adversário resultado | Adversário resultado | Adversário resultado | Adversário resultado | Adversário resultado | Adversário resultado | Adversário resultado | Pos.        |
| ------------ | -------------------- | -------------------- | -------------------- | -------------------- | -------------------- | -------------------- | -------------------- | -------------------- | -------------------- | ----------- |
| Yoshua Shing | Individual masculino | ARG Cifuentes D 0–4  | Não avançou          | Não avançou          | Não avançou          | Não avançou          | Não avançou          | Não avançou          | Não avançou          | Não avançou |